# 波士顿公共花园
波士顿公共花园（Boston Public Garden）是波士顿市中心的一个大型公园，毗邻波士顿公园。

## 历史
波士顿公共花园建立于1837年，慈善家霍勒斯·格雷请求在这片土地建立美国第一座公共植物园。
1987年，它被宣布为国家历史地标。

## 画廊

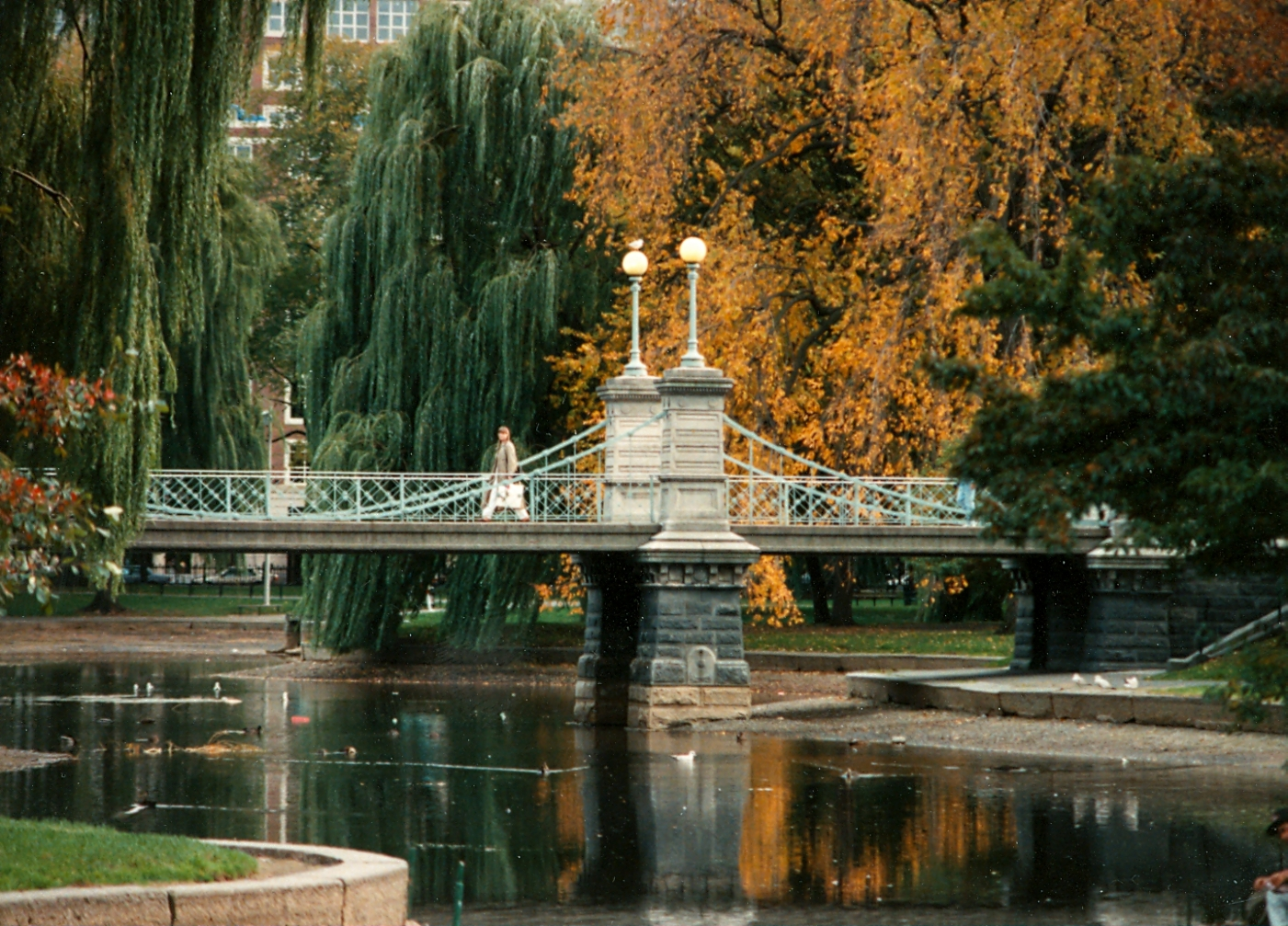
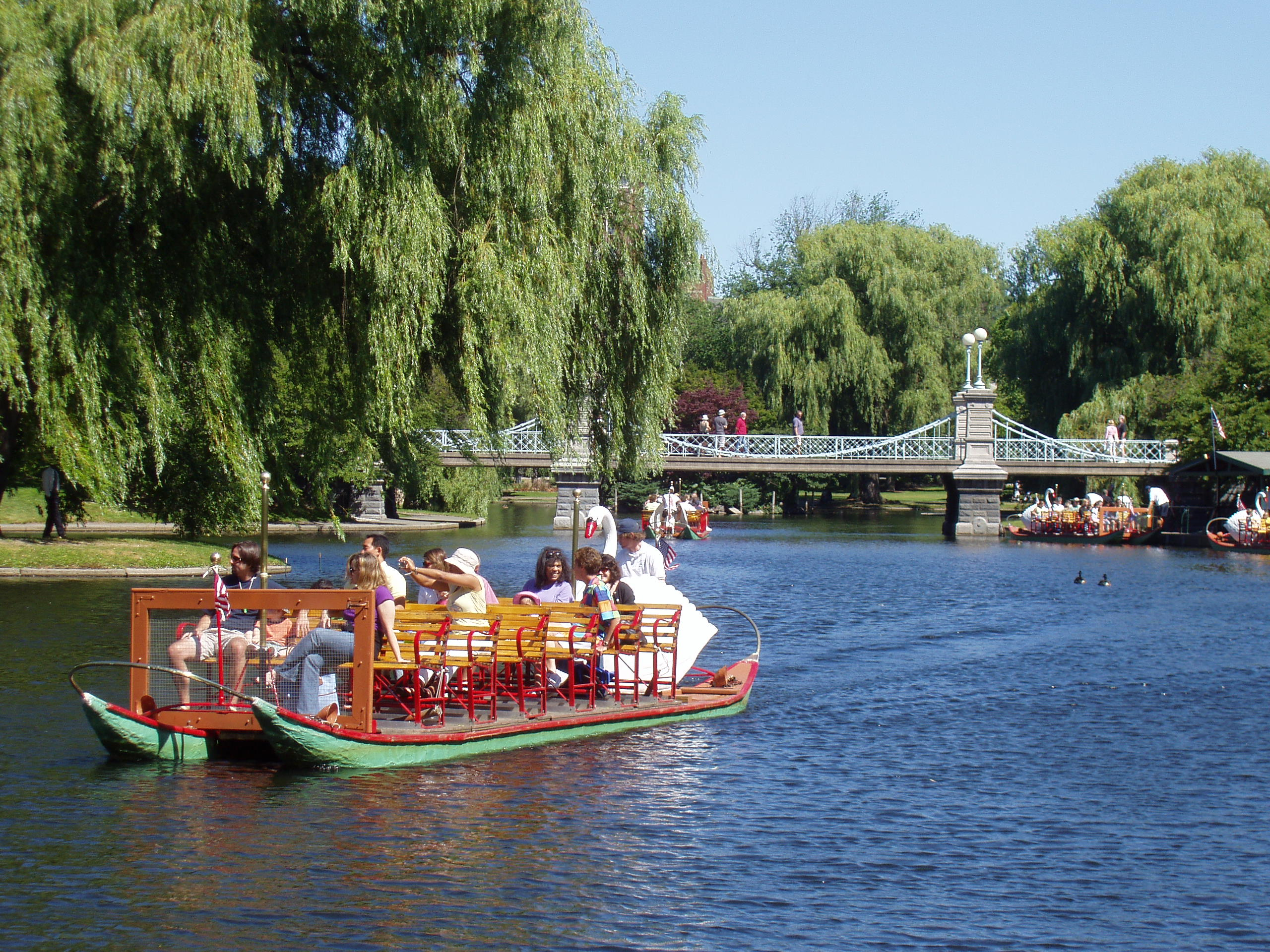
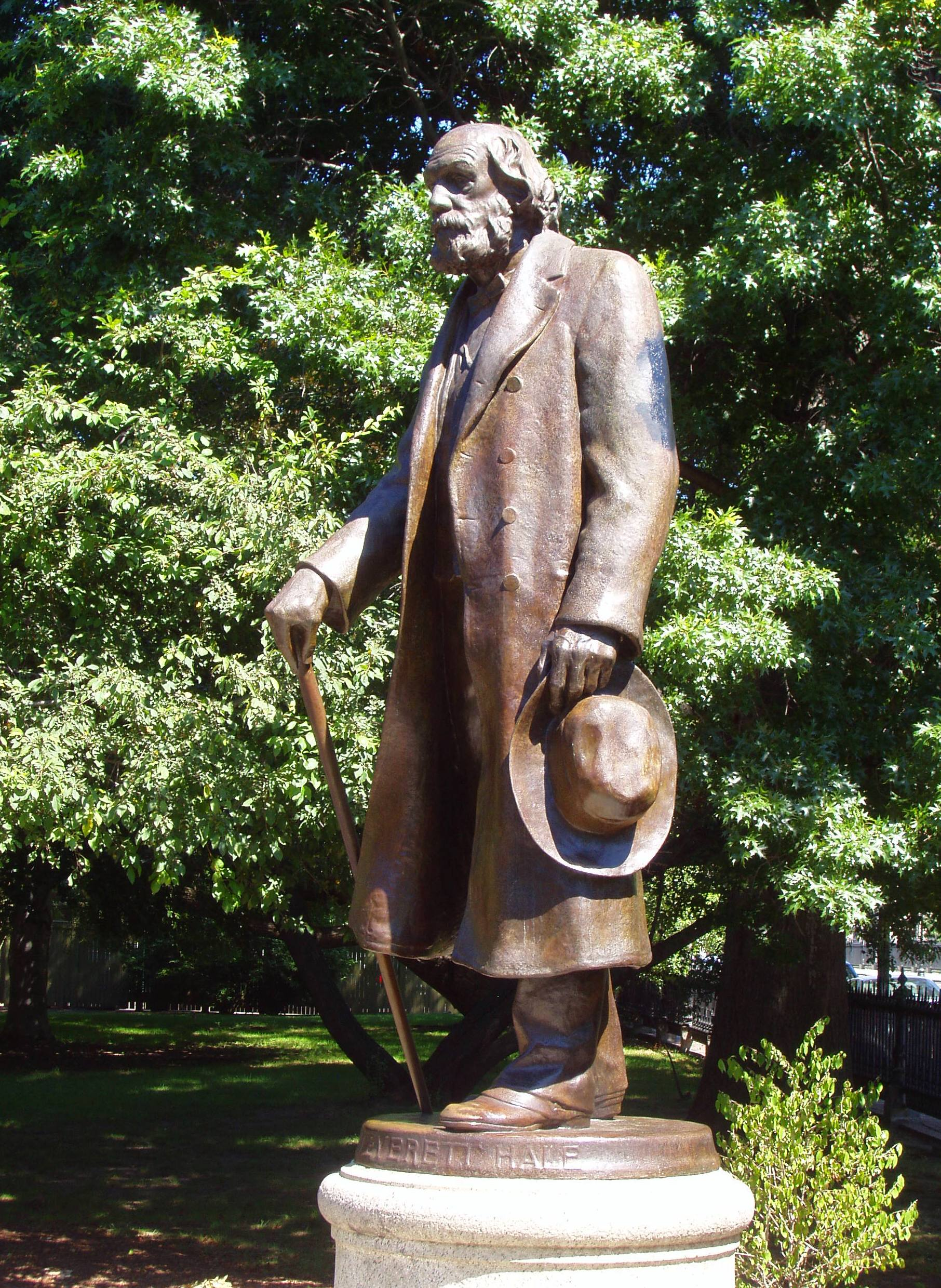
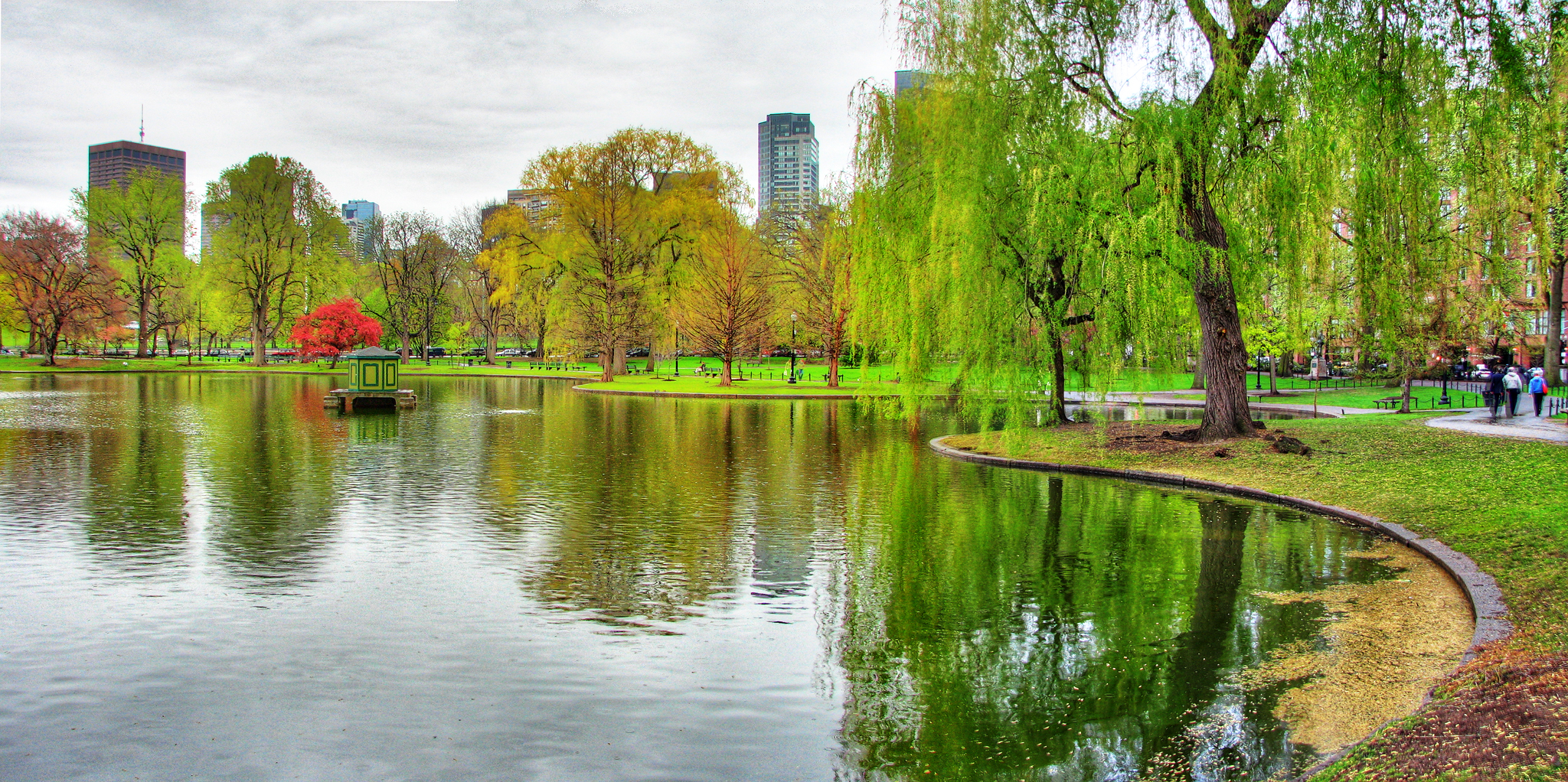
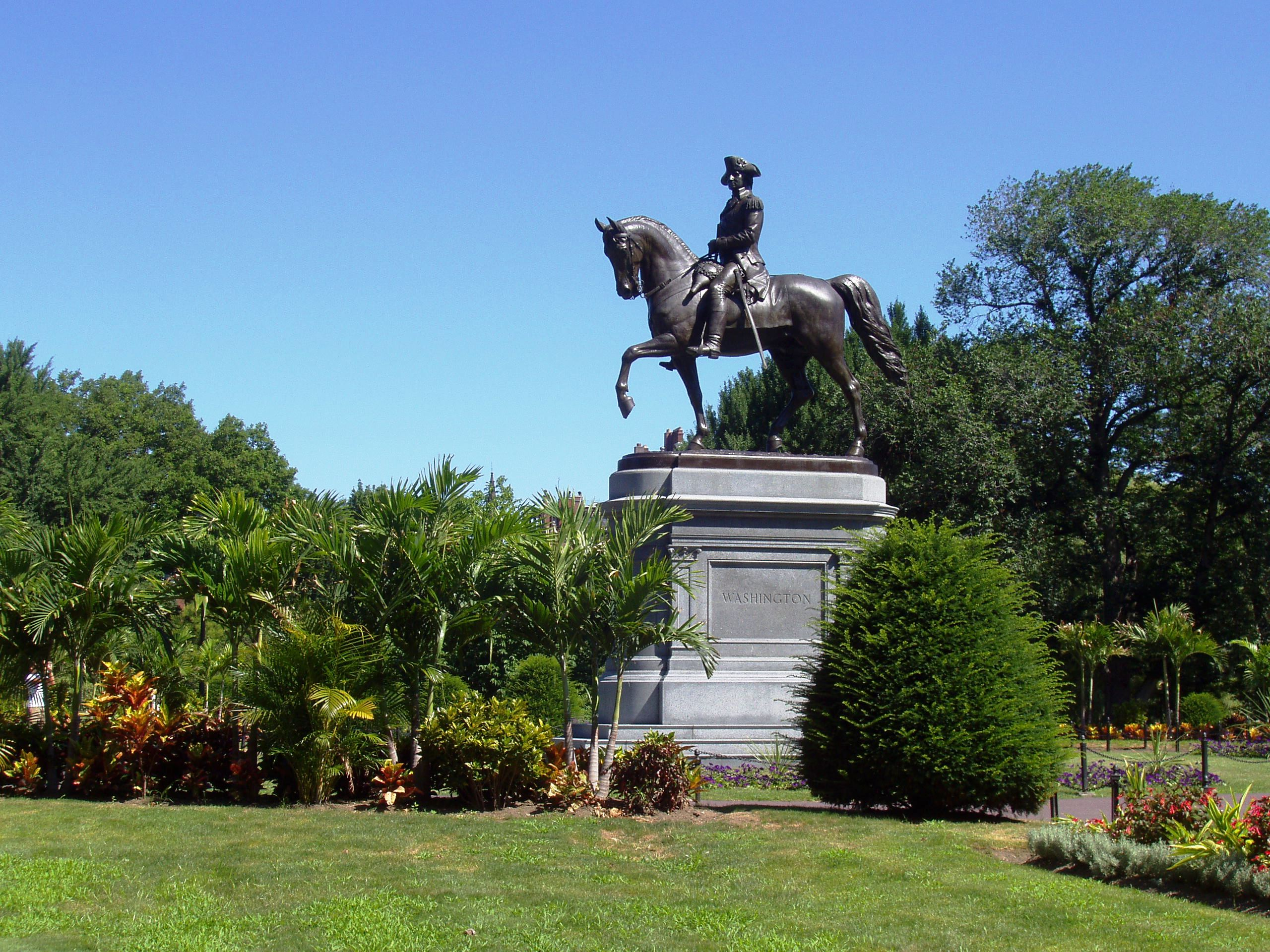
华盛顿骑马雕像